# Шепелівка (Глобинська міська громада)
Ше́пелівка — село в Україні, у Глобинській міській громаді, Кременчуцького району Полтавської області. Населення становить 562 особи.

## Географія
Село Шепелівка розташоване за 127 км від обласного центру, 40 км від районного центру та 8 км від адміністративного центру міської громади.

## Історія
У Національній книзі пам'яті жертв Голодомору 1932—1933 років в Україні вказано, що 263 жителя села загинули від голодомору.
13 серпня 2015 року, рішення Полтавської обласної ради, село увійшло до складу Глобинської міської громади Глобинського району Полтавської області.
12 червня 2020 року, відповідно до розпорядження Кабінету Міністрів України № 721-р «Про визначення адміністративних центрів та затвердження територій територіальних громад Полтавської області», село увійшло до складу Глобинської міської громади.
19 липня 2020 року, в результаті адміністративно - територіальної реформи та ліквідації Глобинського району, село увійшло до складу новоутвореного Кременчуцького району.

## Населення

### Мова
Розподіл населення за рідною мовою за даними перепису 2001 року:
| Мова       | Кількість | Відсоток |
| ---------- | --------- | -------- |
| українська | 538       | 95.73%   |
| російська  | 20        | 3.56%    |
| румунська  | 3         | 0.53%    |
| білоруська | 1         | 0.18%    |
| Усього     | 562       | 100%     |

## Див. також

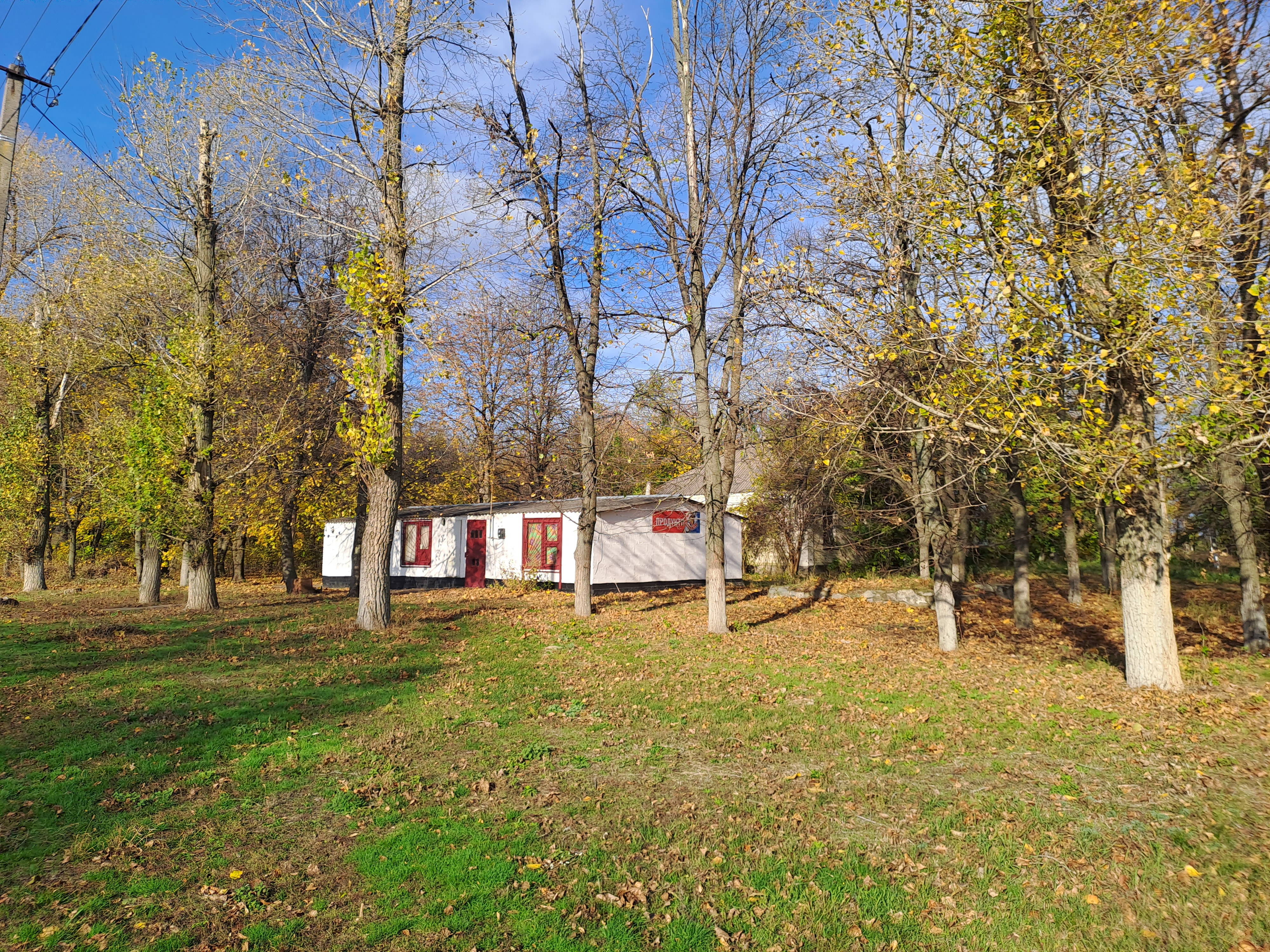
Магазин